# Conchynilla
Conchynilla is een geslacht van vliesvleugeligen uit de familie Encyrtidae. De wetenschappelijke naam van dit geslacht is voor het eerst geldig gepubliceerd in 1923 door Girault.

## Soorten
Het geslacht Conchynilla is monotypisch en omvat slechts de volgende soort:
- Conchynilla fuscipennis Girault, 1923